# NGC 5828
NGC 5828 este o liner situată în constelația Boarul. A fost descoperită în 24 iunie 1887 de către Lewis A. Swift. Se află la o distanță de 61,78 de megaparseci de Pământ.